# Karl Landsteiner-Preis
Der „Karl Landsteiner Preis“ der Österreichischen Gesellschaft für Allergologie und Immunologie (ÖGAI) ist ein seit 1988 jährlich verliehener Preis für immunologische Grundlagenforschung (in Ausnahmefällen auch für klinische Immunologie mit Bezug zur immunologischen Grundlagenforschung). Er ist nach Karl Landsteiner benannt und wird für eine herausragende Arbeit in Immunologie vergeben. Der Preisträger sollte Erstautor oder erster Koautor sein, die Arbeit noch nicht einen anderen Preis erhalten oder für diesen nominiert sein und die Veröffentlichung in einer internationalen Zeitschrift mit Peer-Review nicht mehr als zwei Jahre zurückliegen. Der Preisträger muss Mitglied der ÖGAI sein. Der Preis ist mit 3000 Euro dotiert (2012).
Die ÖGAI vergibt auch die „Karl Landsteiner-Medaille“ und für Allergologie die „Clemens von Pirquet-Medaille“ und den „Clemens von Pirquet-Preis für Allergieforschung“.

## Preisträger
Bei den Literaturangaben sind die Koautoren nicht mit aufgeführt.
- 1988 Georg Stingl (Universitätsklinik für Dermatologie, Universität Wien) für T cell receptor expression by dendritic murine epidermal leukocytes
- 1989 Peter Valent (Universitätsklinik für Innere Medizin I, Universität Wien) für Mast cell typing: Demonstration of a distinct hematopoietic cell type and evidence for immunophenotyping relationship to mononuclear phagocytes, in: Blood, Band 73, 1989; S. 1778–1785
- 1990 Eva Schnabl (Institut für Immunologie, Universität Wien) für Activated human T lymphocytes express MHC class I heavy chains not associated with beta 2-microglobulin, in: J. Exp. Med., Band 171, 1990, S. 1431–1442
- 1991 Hannes Stockinger (Institut für Immunologie, Universität Wien) für Molecular characterization and functional analysis of the leukocyte surface protein CD3l, in: J. Immunol., Band 145, 1990, S. 3889–3897
- 1992 Gabriele Werner-Felmayer (Institut für Medizinische Chemie und Biochemie, Universität Innsbruck) für Tetrahydrobiopterin-dependent formation of nitrite and nitrate in murine fibroblasts, in: J. Exp. Med., Band 172, 1990, S. 1599–1607, und Rudolf Valenta (Institut für Allgemeine und Experimentelle Pathologie, Universität Wien) für Identification of profilin as a novel pollen allergen; IgE autoreactivity in sensitized individuals, in: Science, Band 253, 1991, S. 557–560
- 1993 Adelheid Elbe (Universitätsklinik für Dermatologie, Universität Wien) für Fetal skin: a site of dendritic epidermal T cell development, in: J. of Immunology, Band 149, 1992, S. 1694–1701
- 1994 Beatrix Grubeck-Loebenstein (Institut für Biomedizin. Alternsforschung, Universität Innsbruck) Retrobulbar T cells from patients with Graves’ ophthalmopathy are CD8+ and specifically recognize autologous fibroblasts, in: J. Clin. Invest., Band 93, 1994, S. 2738–2743
- 1995 Jan Bohuslav (Institut für Immunologie, Universität Wien) Urokinase plasminogen activator receptor, beta 2-integrins, and Src-kinases within a single receptor complex of human monocytes, in: J. Exp. Med., Band 181, 1995, S. 1381–1390
- 1996 Elisabeth Prager (Institut für Immunologie, Universität Wien) für Interaction of CD31 with a heterophilic counterreceptor involved in downregulation of human T cell responses, in: J. Exp. Med., Band 184, 1996, S. 41–50
- 1997 Johannes Stöckl (Institut für Immunologie, Universität Wien) für Leukosialin (CD43)-major histocompatibility class I molecule interactions involved in spontaneous T cell conjugate formation, in: J. Exp. Med., Band 184, 1996; S. 1769–1779
- 1998 Sonja Lechleitner (Universitätsklinik für Dermatologie, Universität Wien) für Interferon enhances tumor necrosis factor-induced vascular cell adhesion molecule 1 (CD106) expression in human endothelial cells by an interferon-related factor 1-dependent pathway, in: J. Exp. Med., Band 187, 1998, S. 2023–2030 und Ornella Parolini (Institut für Immunologie, Universität Wien) für X-linked Wiskott-Aldrich syndrome in a girl, in: New England Journal of Medicine, Band 338, 1998, S. 291–295
- 1999 Susanne Natter (Institut für Allgemeine und Experimentelle Pathologie, Universität Wien) für Isolation of cDNA clones coding for IgE autoantigens with serum IgE from atopic dermatitis patients, in: FASEB J, Band 12, 1998, S. 1559–1569
- 2000 Dieter Maurer (Universitätsklinik für Dermatologie, Universität Wien) für Macrophage inflammatory protein 3a is involved in the constitutive trafficking of epidermal Langerhans cells, in: J. Exp. Med., Band 190, 1999, S. 1755–1768
- 2001 Edda Fiebiger (Universitätsklinik für Dermatologie, Universität Wien) für Cytokines regulate proteolysis in major histocompatibility complex class II-dependent antigen presentation bx dendritic cells, in: J. Exp. Med., Band 193,  2001, S. 881–892
- 2002 Ernst Kriehuber (Universitätsklinik für Dermatologie, Universität Wien) für Isolation and characterization of dermal lymphatic and blood endothelial cells reveal stable and functionally specialized cell lineages, in: J. Exp. Med., Band 194, 2001, S. 797–808
- 2003 Nicole Selenko-Gebauer (Institut für Immunologie der Universität Wien) für B7-H1 (programmed death-1 ligand) on dendritic cells is involved in the induction and maintenance of T cell anergy, in: J. Immunol., Band 170, 2003, S. 3637–3644
- 2004 Silvia Jaksits (Universitätsklinik für Dermatologie, Medizinische Universität Wien) Lipid raft-associated GTPase signaling controls morphology and CD8+ T cell stimulatory capacity of human dendritic cells, in: J. Immunol., Band 173, 2004, S. 1628–1639
- 2005 Marcus Säemann (Universitäts-Klinik für Innere Medizin III, Wien) Tamm-Horsfall glycoprotein links innate immune cell activation with adaptive immunity via a Toll-like receptor-4-dependent mechanism, in: J. Clin. Invest., Band 115, 2005, S. 468–475
- 2006 Ivan Bilic (Institut für Immunologie, Mediz. Universität Wien) für Negative regulation of CD8 expression via CD8 enhancer-mediated recruitment of the zinc finger protein MAZR, in: Nature Immunology, Band 4, 2006, S. 392–400, und Dietmar Herndler-Brandstetter (Institut für Biomedizinische Alternsforschung der Österr. Akademie der Wissenschaften, Innsbruck) für CD25-Expressing CD8+ T cells are potent memory cells in old age, in: J. Immunology, Band 175, 2005, S. 1566–1574
- 2007 Winfried F. Pickl (Institut f. Immunologie, Mediz. Universität Wien) für Direct stimulation of T-lymphocytes by immunosomes: virus-like particles decorated with T cell receptor/CD3 ligands plus costimulatory molecules, in: Proc. Natl. Acad. Sci. USA, Band 103,  2006, S. 13144
- 2008 Josef Penninger (Institute of Molecular Biotechnology, IMBA, Wien) für Identification of oxidative stress and toll-like receptor 4 signaling as a key pathway of acute lung injury, in: Cell, Band 133, 2008, S. 235–249
- 2009 Giulio Superti-Furga (Forschungszentrum für Molekulare Medizin, CeMM, der Österreichischen Akademie der Wissenschaften, Wien) für An orthogonal proteomic-genomic screen identifies AIM2 as a cytoplasmic DNA sensor for the inflammasome, in: Nature Immunology, Band 10, 2009, S. 266–272
- 2010 Shinya Sakaguchi (Institut für Immunologie, Med.Univ.Wien) für The zinc-finger protein MAZR is part of the transcription factor network that controls the CD4 versus CD8 lineage fate of double-positive thymocytes, in: Nature Immunology, Band 11, 2010, S. 442
- 2011 Thomas Weichhart (Innere Medizin III/Nephrologie, Med.Univ.Wien) für Inhibition of mTOR blocks the anti-inflammatory effects of glucocorticoids in myelkoid immune cells, in: Blood, Band 117, 2011, S. 4273–4283
- 2012 Hammad Hassan (Inst.f.Immunologie, Med.Univ.Wien) für CD8 enhancer E8I and Runx factors regulate CD8a expression in activated CD8+ T cells, in: PNAS, Band 108, 2011, S. 18330
- 2013 Thomas Bauer (Inst.f.Immunologie, Med.Univ.Wien) für Identification of Axl as a downstream effector of TGF-ß1 during Langerhans cell differentiation and epidermal homeostasis, in: J. Exp. Med., Band 209, 2012, S. 2033
- 2014 Nighat Yasmin (Institut für Pathophysiologie und Immunologie der Med Uni Graz) für Identification of bone morphogenetic protein 7 (BMP7) as an instructive factor for human epidermal Langerhans cell differentiation, in: J. Exp. Med., Band 210, 2013, S. 2597
- 2015 Jennifer Jurkin (IMBA Wien) für The mammalian tRNA ligase complex mediates splicing of XBP1 mRNA and controls antibody secretion in plasma cells. In: The EMBO Journal, Band 33, 2014, S. 2922–2936.
- 2016 Martina Minnich (Forschungsinstitut für Molekulare Pathologie, Wien) für Multifunctional role of the transcription factor Blimp1 in coordinating plasma cell differentiation. In: Nature Immunology, Band 17, 2016 S. 331

- 2017 Monika Linke (Institut für Medizinische Genetik, Wien) für Chronic signaling via the metabolic checkpoint kinase mTORC1 induces macrophage granuloma formation and marks sarcoidosis progression. In: Nature Immunology, 16. Januar 2017
- 2018 nicht vergeben
- 2019 Hatoon Bazim (CeMM, Wien) für CD8+ T cells induce cachexia during chronic viral infection. In: Nature Immunology, Band 20, 2019, S. 701–710
- 2020 Thomas Krausgruber (CeMM, Wien) für Structural cells are key regulators of organ-specific immune responses. In: Nature, Band 583, 2020, S. 296
- 2021[1] René Reitermaier (Medizinische Universität Wien) für αβγδ T cells play a vital role in fetal human skin development and immunity. In: Journal of Experimental Medicine, Band 2018, 2021, S. e20201189
- 2022[2] Ci Ashley Zhu (Medizinische Universität Wien) für 24-Norursodeoxycholic acid reshapes immunometabolism in CD8 + T cells and alleviates hepatic inflammation. In: Journal of Hepatology, Band 75, 2021, S. 1164
- 2023[3] Johanna Strobl (Medizinische Universität Wien) für Tick feeding modulates the human skin immune landscape to facilitate tick-borne pathogen transmission; Louisa Hill (Max Planck Institute of Molecular Physiology) für Igh and Igk loci use different folding principles for V gene recombination due to distinct chromosomal architectures of pro-B and pre-B cells
- 2024[4] Stephanie Deborah Fritsch (Institute of Medical Genetics Center of Pathobiochemistry and Genetics) für Metabolic support by macrophages sustains colonic epithelial homeostasis; Nikolaus Fortelny (Paris Lodron University of Salzburg) für JAK-STAT signaling maintains homeostasis in T cells and macrophages